# Betula wuyiensis
Betula wuyiensis — вид квіткових рослин з родини березових (Betulaceae). Ендемік Китаю.

## Біоморфологічна характеристика
Це дерево до 36 м заввишки. 

## Поширення й екологія
Цей вид відомий лише з типового місцеположення в Уїшані, Фуцзянь у Китаї. Типовий екземпляр був зібраний у бамбуковому лісі.

## Загрози й охорона
Немає повідомлень про заходи щодо збереження цього виду